# Andrea López Chao
Andrea López Chao (Mondoñedo, siglo XIX- siglo XX) fue una maestra española que emigró a Cuba.  Fue directora del Centro Gallego de La Habana y vicepresidenta de la Asociación Hijas de Galicia. Participó en el I Congreso de Mujeres de Cuba en 1923.

## Trayectoria
Se sabe poco de su trayectoria en Galicia. Antes de emigrar ejerció como maestra en 1897 en Paradavella, A Fonsagrada. Luego, en la escuela de Lindín y después en Couboeira y Viloalle, las tres últimas parroquias del ayuntamiento de Mondoñedo. En 1898, el periódico El Regional de Lugo, informó sobre su nombramiento como maestra interina de la escuela mixta de Lindín (Mondoñedo) con un sueldo anual de 450 pesetas.

Viuda, emigró a Cuba. Allí ejerció la docencia, jugando un papel importante en el movimiento societario gallego en la Habana y, preocupada por la situación de las mujeres, ocupó relevantes cargos en los movimientos feministas.

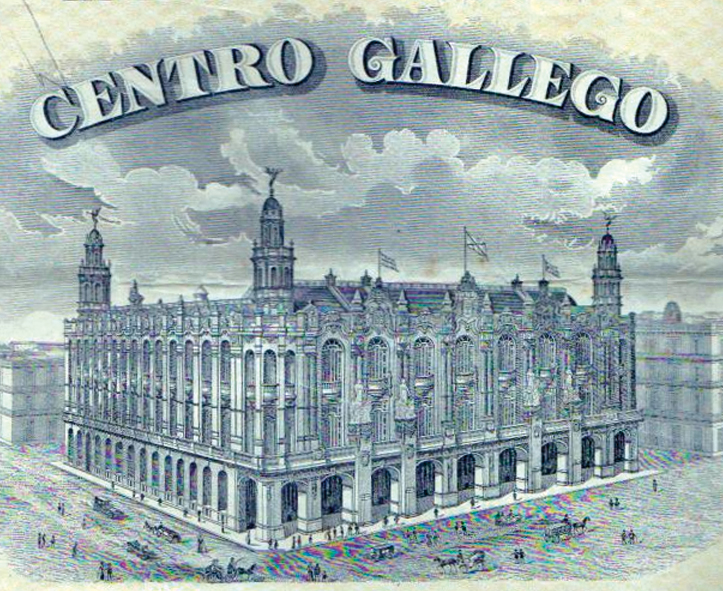
Centro Gallego de La Habana

### Centro Gallego de La Habana
En 1904, El Norte de Galicia relató que "Andrea López Chao, maestra que fue de Viloalle, en Mondoñedo, fue nominada directora del establecimiento de enseñanza Centro Gallego de la Habana. Ganó dicha plaza por oposición y disfruta de un sueldo de 75 pesos oro mensuales".

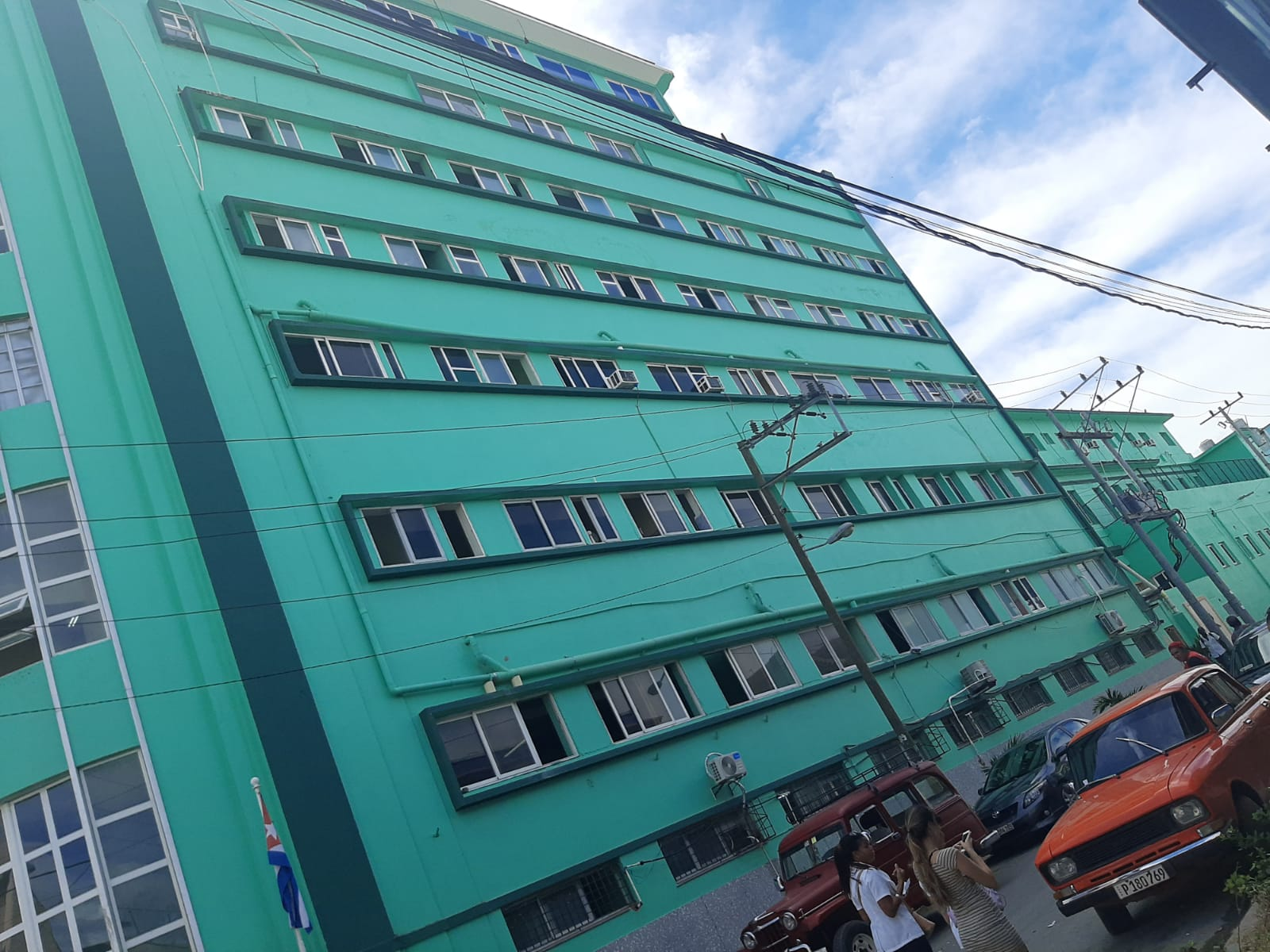
Hospital Hijas de Galicia

Allí ejerció como profesora y directora durante años y, en 1924 ella misma propuso el nombre del denominado “Plantel de Concepción Arenal”, el cuadro de enseñanza del Centro Gallego que cubría clases de enseñanza primaria y clases nocturnas de corte y costura, comercio, taquigrafía, etc.

### Hijas de Galicia
En 1917 se constituyó en Cuba la sociedad Hijas de Galicia para ayudar, asistir y defender a las mujeres emigrantes gallegas de los abusos y discriminaciones. El gobierno lo formaban y dirigían hombres, hasta que en 1919 se reformó el Reglamento y Andrea López Chao se convirtió en la primera mujer elegida para ocupar la vicepresidencia de la asociación.

### I Congreso de Mujeres de Cuba
Andrea López Chao participó en representación de Hijas de Galicia en el I Congreso de Mujeres de Cuba, organizado por el Club Femenino de Cuba y celebrado en la Habana entre el 1 y el 6 de abril de 1923. Asistieron 31 organizaciones y reclamaron el derecho al sufragio femenino, la igualdad de derechos y deberes con los hombres, combatir la droga y la prostitución, modificar la enseñanza y proteger a la infancia.
En su discurso, “Actuación de la mujer en el hogar”  reproducido  por Eco de Galicia el 22 de abril de 1923, mostró su opinión sobre el papel que la mujer debía desempeñar en la sociedad, considerándola el eje transformador de las familias y parte decisiva en la conformación de una sociedad mejor.

"Es un hecho, por desgracia demasiado reconocido, el considerar a la mujer como menos capacitada para la resolución de los problemas que agitan a las sociedades. Y, sin embargo, preciso es confesar que el factor más importante y necesario para la resolución de esos problemas, pende tal vez más de la mujer que del hombre (...) En virtud de la inflexibilidad misma de las leyes naturales, la mujer está armada del derecho y del poder de educar; y las instituciones humanas no cumplirán sus deberes para con la Patria, si no secundan su labor, si no respaldan los derechos de esas creaciones de la Naturaleza (...) En una palabra, la familia, y en su seno la mujer, es la destinada a educar la generación que crece para honra, defensa y engrandecimiento de la Patria; y a la Patria toca proteger con su escudo la seguridad y libertad de la familia"
Eco de Galicia, n.º 189, 22-04-1923

## Obra
- Discurso pronunciado por Andrea López Chao en el I Congreso Nacional de Mujeres, celebrado en La Habana entre el 1 y 6 de abril de 1923. Eco de Galicia (nº189), 22 de abril de 1923.[4][7]